# Frédéric Ier de Wurtemberg (duc)
Pour les articles homonymes, voir Frédéric Ier de Wurtemberg.
Frédéric Ier, duc de Wurtemberg, devient comte de Montbéliard, sous tutelle de 1558 à 1581, et de manière effective en 1581, puis il devient duc régnant de Wurtemberg en 1593. Il est né le 19 août 1557 à Horbourg et mort le 29 juin 1608 à Stuttgart.
Son père, Georges Ier de Wurtemberg, avait épousé à l'âge de 57 ans, Barbara de Hesse, fille de Philippe Ier de Hesse alors qu’elle n’avait que 19 ans. Le couple eut rapidement un fils qu'il perdit. En 1557, naquit un second fils, le futur Frédéric Ier. Georges Ier mourut peu de temps après sa naissance et l'enfant fut élevé par la famille.
Frédéric Ier reçoit l'investiture de l'empereur Rodolphe II en 1581 afin de régner de manière effective à Montbéliard. Ensuite, à l'extinction de la ligne d'Ulrich, à la mort du duc Louis VI, Frédéric Ier devient, le 28 août 1593, duc régnant de Wurtemberg.

## Biographie
Frédéric Ier régna en personne durant près de trente ans, de quoi marquer significativement son empreinte sur le pays de Montbéliard. Il consolida le dogme luthérien dans le comté et dans toutes les terres qui lui appartenaient (en 1586, il arbitre un important colloque tenu à Montbéliard entre calvinistes et luthériens). Le luthéranisme est définitivement affermi en religion d'État. Le prince est désormais chef de l'Église, summus episcopus, dont l'autorité et les fonctions sont comparables à un évêque.
Dans le pays, il renforça l'instruction pour le bien du peuple et contrôlait avec soin l'école française de Montbéliard, mais plus encore le collège académique de la ville (appelé « vieux collège »), dans lequel passaient tous les élèves méritants et assortis d'une bourse qui leur permettait d'aller suivre des études supérieures à l'université de Tubingue en Allemagne. Il chassa les troupes du très catholique duc de Guise qui avaient envahi tout le pays, parce qu'il était l'ami d'Henri de Navarre (futur roi Henri IV) et qu'il portait secours aux protestants de France. Il entreprit de nombreux voyages à l'étranger, notamment son voyage en Italie en 1599, en compagnie de son architecte favori : Heinrich Schickhardt qui par ailleurs métamorphosa la cité de Montbéliard par ses travaux.
Frédéric favorisa la corporation des métiers en accordant des statuts privilégiés à certaines professions, ainsi que l'élevage ovin en créant plusieurs fermes domaniales.
Il développa l'exploitation du papier et du minerai de fer dans toute la région. Ce sont ses fils Jean-Frédéric puis Louis-Frédéric qui développèrent majoritairement les mines dont ils tirèrent parti par les forges d'Audincourt et de Chagey.
Mais l'entretien de sa nombreuse famille, le luxe de sa cour à l'image de celles plus puissantes que la sienne, ses fêtes somptueuses, ses chasses brillantes, ses voyages fréquents et coûteux, ses constructions et ses acquisitions nombreuses, ses prêts considérables au roi Henri IV et aux protestants de France, épuisèrent ses finances.
Il crut pouvoir éponger ses dettes, d'abord par des emprunts, puis en se livrant à la recherche de la pierre philosophale. Cette folie qui était celle de son temps aggrava encore ses finances. Mais à côté de ses défauts, Frédéric possédait de grandes qualités ; il était érudit, généreux et grand protecteur des arts et des lettres ; il s'était sérieusement occupé du développement de l'agriculture, de l'élevage et du défrichement sur une vaste échelle dans tout le pays.
Il avait, par le génie de son principal architecte, Heinrich Schickhardt, métamorphosé la ville de Montbéliard en aménageant les fortifications urbaines, en l'agrandissant (la « Neuville ») et en la dotant de fontaines publiques. Le château fut aussi enrichi avec la construction de la tour neuve qui, désormais, allait porter son nom ; à quoi on peut encore ajouter l'Hôtel des gentilshommes, ainsi que la reconstruction du pont de Voujeaucourt et l'établissement de celui de Sochaux.
La halle aux grains avait été aussi agrandie d'une aile. Mais on doit surtout à Frédéric la construction du plus beau temple du pays : Saint-Martin, admirable sanctuaire de la Renaissance tardive, situé au cœur de la ville (c'est le plus ancien temple de France en fonction).
Plus que tout autre de ses devanciers, le prince Frédéric, avait dans une attitude despotique éclairée, par ses actions économiques et sociales, par l'explosion des idées de son temps, engagé les premiers et vrais ressorts du progrès. Il devint duc de Wurtemberg au décès de son cousin Louis VI de Wurtemberg en 1593 et mourut à Stuttgart, frappé d'un accident vasculaire au mois de janvier 1608.
Frédéric Ier de Wurtemberg est l'ascendant agnatique (direct de mâle en mâle) de Charles de Wurtemberg, chef de la maison de Wurtemberg de 1975 à sa mort en 2022, et, évidemment de son petit-fils et successeur Wilhelm de Wurtemberg, né en 1994.

## Descendance

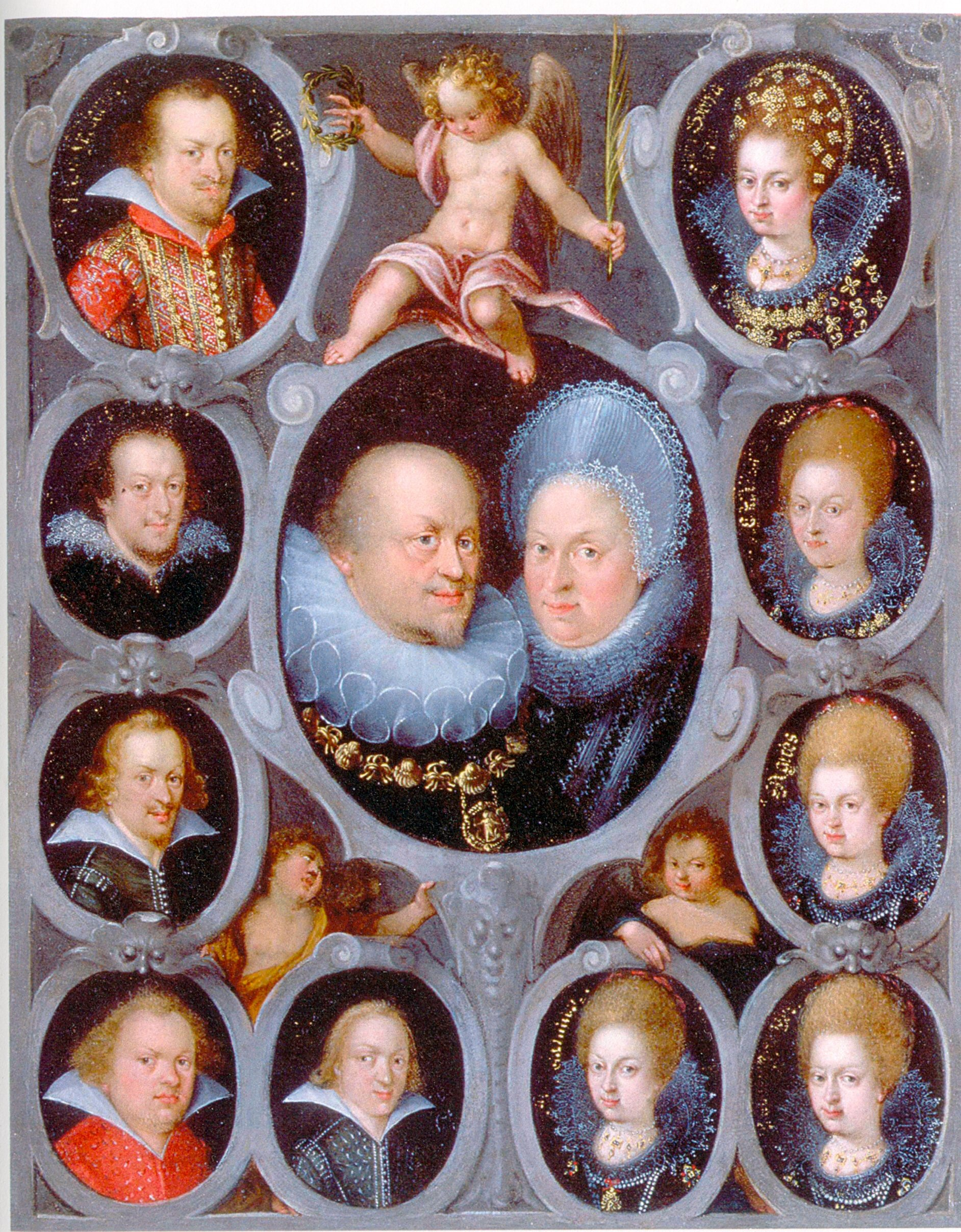
Frédéric Ier de Wurtemberg et Sibylle d'Anhalt (centre), avec leurs cinq fils et leurs cinq filles

Frédéric Ier épouse Sibylle d'Anhalt (28 septembre 1564 – 26 octobre 1614), fille du prince Joachim-Ernest d'Anhalt, en 1581 à Stuttgart. Ils ont quinze enfants :
- Jean-Frédéric (5 mai 1582 – 18 juillet 1628), duc de Wurtemberg ;
- Georges-Frédéric (1583-1591) ;
- Sibylle-Élisabeth de Wurtemberg (10 avril 1584 – 20 janvier 1606), épouse en 1604 l'électeur Jean-Georges Ier de Saxe ;
- Élisabeth (1585-1585) ;
- Louis-Frédéric (29 janvier 1586 – 26 janvier 1631), duc de Wurtemberg-Montbéliard ;
- Joachim-Frédéric (1587-1587) ;
- Jules-Frédéric de Wurtemberg-Weiltingen (3 juin 1588 – 25 avril 1635), duc de Wurtemberg-Juliusbourg ;
- Philippe-Frédéric (1589-1589) ;
- Ève-Christine (1590-1657), épouse en 1610 le duc Jean-Georges de Brandebourg-Jägerndorf ;
- Frédéric-Achille de Wurtemberg-Neuenstadt (1591-1630), duc de Wurtemberg-Neuenstadt ;
- Agnès (1592-1629), épouse en 1620 le prince François-Jules de Saxe-Lauenbourg ;
- Barbara de Wurtemberg (1593-1627), épouse en 1616 le margrave Frédéric V de Bade-Durlach ;
- Magnus de Wurtemberg-Neuenbourg (2 décembre 1594 – 6 mai 1622), duc de Wurtemberg-Neuenbourg, tué à la bataille de Wimpfen ;
- Auguste (1596-1596) ;
- Anne (1597-1650).